# Edward Turner Bennett
Pour les articles homonymes, voir Bennett.
Edward Turner Bennett est un médecin et un zoologiste britannique, né le 6 janvier 1797 à Hackney près de Londres et mort le 21 août 1836 à Londres.

## Biographie
Après des études de médecine, il se consacre à l’histoire naturelle. Il est le frère du botaniste John Joseph Bennett.
Il participe en 1822 à la création d’un club d’entomologie à Londres. Celui-ci est transformé en société de zoologie en relation avec la Linnean Society of London. Elle deviendra le point de départ, en 1826, de la Zoological Society of London.
Il en devient son premier vice-secrétaire puis son secrétaire de 1831 à 1836. Il meurt prématurément à 39 ans.

## Taxons nommés
En hommage :
- Abrocoma bennettii Waterhouse, 1837
- Gazella bennettii (Sykes, 1831)
- Cynogale de Bennett (Cynogale bennettii Gray, 1837)
- Mimon bennettii (Gray, 1838)
- Wallaby de Bennett (Macropus rufogriseus Desmarest, 1817)

Comme auteur, on lui doit de nombreux taxons, comme :
- Octodon Bennett, 1832
- Balearica regulorum (Bennett, 1834)
- Chinchilla Bennett, 1829
- Propithecus Bennett, 1832
- Cryptoprocta Bennett, 1833
- Psettodes Bennett, 1831
- Mecistops leptorhynchus (Bennett, 1835)
- etc.

## Liste partielle des publications
- 1829 : The Tower menagerie : comprising the natural history of the animals contained in that establishment; with anecdotes of their characters and history[3] (Printed for R. Jennings, Londres).
- 1830 : Class Pisces. p. 686–694. In: Memoir of the Life and Public Services of Sir Thomas Stamford Raffles… By his Widow [Lady Stamford Raffles]. Memoir Life Raffles, p. 701 pp.
- 1831 : The gardens and menagerie of the Zoological society[4] (deux volumes, Société zoologique de Londres).
- 1832 : Observations on a collection of fishes from the Mauritius, presented by Mr. Telfair, with characters of new genera and species. Proc. Zool. Soc. Lond. 1830-31 (pt 1), p. 165-169
- 1833 : Characters of new species from the Mauritius. Proc. Zool. Soc. Lond. 1833 (pt 1), p. 32
- 1833 : On the Chinchillidae, a Family of Herbivorous Rodentia, and on a New Genus Referrible to It. Transactions of the Zoological Society of London vol. 1,  p. 35–64